# Philippe Perrenoud
Pour le sociologue suisse, voir Philippe Perrenoud (sociologue).
Philippe Perrenoud, né le 9 mars 1955 à Bienne, est une personnalité politique suisse, membre du Parti socialiste.

## Biographie
Après avoir suivi ses études à Bienne et Berne, il part à l'Université de Bâle où il obtient un doctorat en médecine, puis de spécialiste FMH en psychiatrie et psychothérapie. Il travaille ensuite dans différentes cliniques avant de devenir directeur de la clinique psychiatrique de Bellelay en 1999.
Sur le plan politique, il est élu de 1999 à 2006 au Grand Conseil du canton de Berne et de 2001 à 2006 à l'Assemblée interjurassienne. Le 9 avril 2006, il est élu comme représentant romand au Conseil exécutif bernois où il prend la tête du Département de la santé publique et de la prévoyance sociale.

## Sources
- Publications de et sur Philippe Perrenoud dans le catalogue Helveticat de la Bibliothèque nationale suisse
- « Philippe Perrenoud - Directeur de la santé publique et de la prévoyance sociale », sur be.ch (consulté le 29 mars 2010)
- « Philippe Perrenoud », sur philippe-perrenoud.ch (consulté le 29 mars 2010)

- (de) Cet article est partiellement ou en totalité issu de l’article de Wikipédia en allemand intitulé « Philippe Perrenoud » (voir la liste des auteurs).